# Lago Rotorua
Il lago Rotorua è il secondo lago più grande dell'Isola del Nord della Nuova Zelanda, con una superficie di 79,8 km². Con una profondità media di soli 10 metri, è considerevolmente più piccolo del vicino lago Tarawera in termini di volume d'acqua.  La città di Rotorua è situata sulla sua sponda meridionale e la città di Ngongotaha si trova all'estremità occidentale del lago.

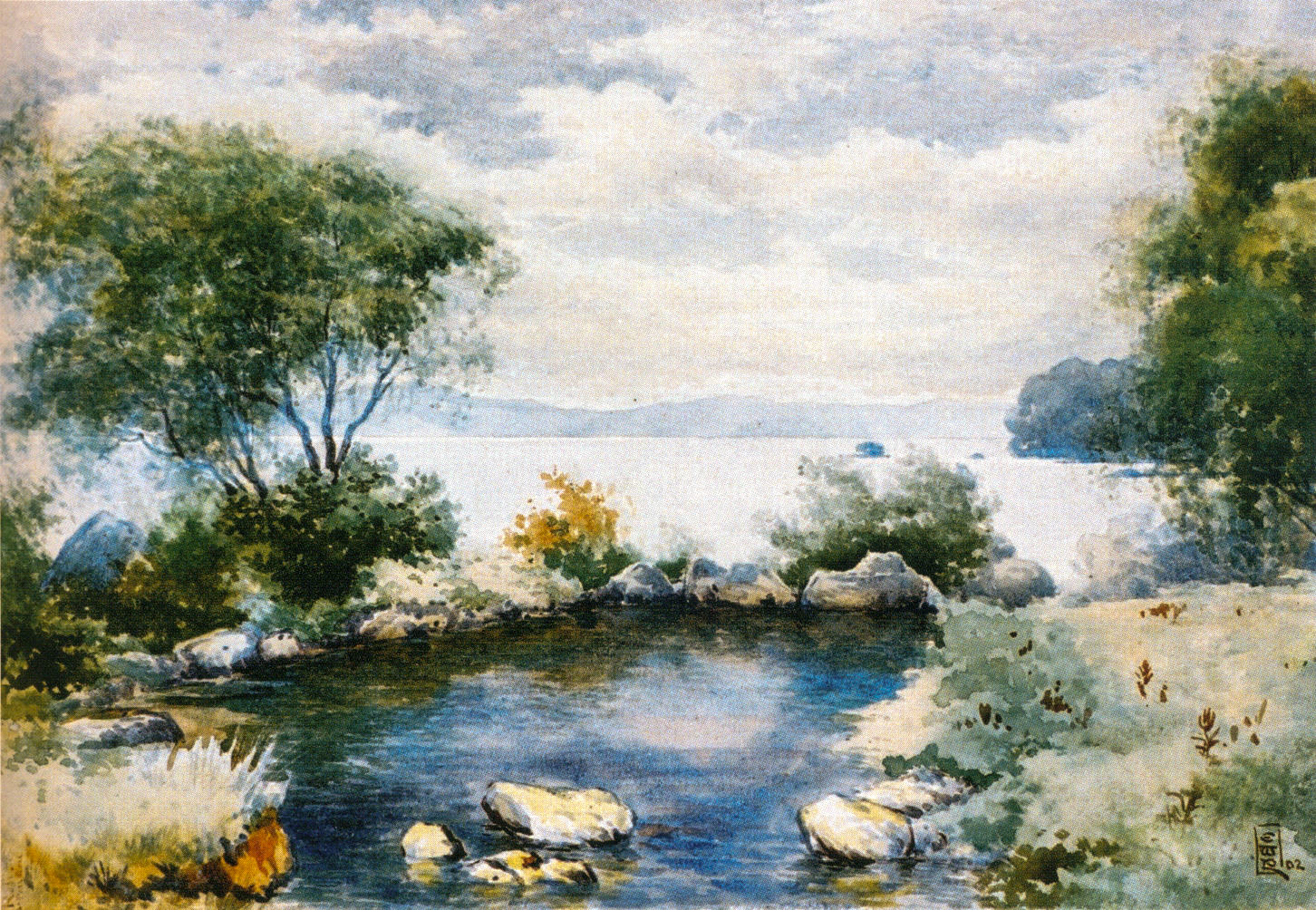
Hinemoa's Bath, Mokoia Island, Lake Rotorua, acquerello di E. W. Payton (1902)

Il lago occupa parte della caldera di Rotorua, formatasi nella zona vulcanica di Taupo, la cui ultima grande eruzione avvenne circa 220 000 anni fa. Dopo l'eruzione, la camera magmatica sotto il vulcano crollò e la depressione circolare che ne risultò venne occupata dall'odierno lago. Diversi altri laghi di origine vulcanica si trovano nelle vicinanze, in direzione est, attorno alla base del vulcano attivo Tarawera.
È alimentato da numerosi fiumi e torrenti; alcuni come l'Utuhina hanno una temperatura dell'acqua più calda rispetto al lago a causa dell'attività geotermica nella zona di Rotorua. Viceversa, gli immissari della sponda settentrionale come Hamurana e il rio Awahou hanno acque cristalline con temperatura costante a 10 gradi Celsius. Il torrente Ngongotaha è un altro immissario del lago, famoso per la pesca alla trota.

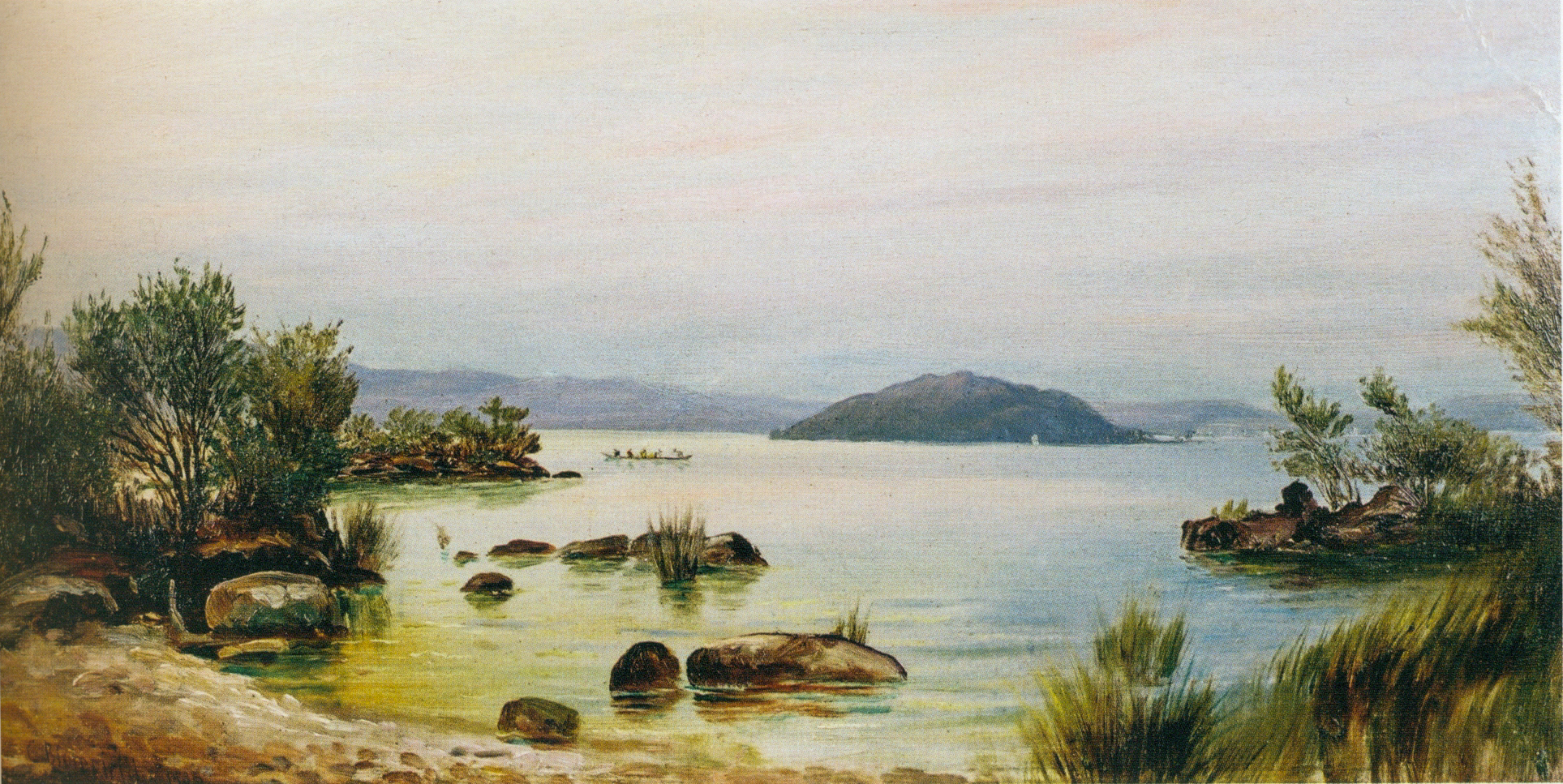
Lake Rotorua, olio su cartone di C. Blomfield (1908)

Le acque del lago scorrono direttamente nel lago Rotoiti attraverso il canale di Ohau, nell'angolo nord-orientale del lago; questo canale è navigabile. Il canale di Ohau si unisce al delta del Mourea, un'area con livelli d'acqua molto bassi. Nelle vicinanze si trova la terra ancestrale Ngati Pikiao della tribù Te Arawa. 
L'isola Mokoia, vicino al centro del lago, non è altro che un duomo di riolite.  È probabilmente l'isola lacustre più conosciuta della Nuova Zelanda, ed è strettamente associata a una delle leggende Maori più famose, quella di Hinemoa e Tūtānekai. Hinemoa fu costretta a nuotare attraverso il lago per raggiungere il suo amato Tūtānekai, che viveva sull'isola Mokoia, guidata dal suono del suo flauto.